# Філіпіна Генрієтта Гогенлое-Лангенбурзька
Філіпіна Генрієтта Гогенлое-Лангенбурзька (нім. Philippine Henriette zu Hohenlohe-Langenburg, 15 листопада 1679 — 14 січня 1751) — представниця німецької знаті XVII—XVIII століття, донька графа Генріха Фрідріха Гогенлое-Лангенбурзького та графині Юліани цу Кастелл-Ремлінген, дружина графа Нассау-Саарбрюкенського Людвіга Крафта.

## Біографія
Філіпіна Генрієтта народилась 15 листопада 1679 року в Лангенбурзі. Вона була п'ятнадцятою дитиною та дев'ятою донькою в родині графа Генріха Фрідріха Гогенлое-Лангенбурзького та його другою дружини Юліани  Кастелл-Ремлінгенської. На момент її народження в живих було восьмеро її старших братів та сестер.
У 19-річному віці її пошлюбив 36-річний граф Нассау-Саарбрюкена Людвіг Крафт. Весілля відбулося 25 квітня 1699 у Саарбрюкені. У подружжя народилося восьмеро дітей
Людвіг Крафт помер 14 лютого 1713 року. Нассау-Саарбрюкен успадкував його брат Карл Людвіг. Філіпіна Генрієтта надовго пережила чоловіка і пішла з життя у Бергцаберні 14 січня 1751 року в досить похилому віці. Похована у Бергкірхе Бегцаберну.

## Родина
Чоловік — Людвіг Крафт, граф Нассау-Саарбрюкенський
Діти:
- Еліза (1700—1712) — померла у віці 12 років;
- Єлизавета Доротея (1701—1702) — померла в дитячому віці;
- Генрієтта (1702—1769)
- Кароліна (1704—1774) — дружина герцога Пфальц-Цвайбрюккена Крістіана III, мала четверо дітей;
- Луїза Генрієтта (1705—1766) — дружина князя Фрідріха Карла цу Штольберг-Ґедерн, мала трьох синів та доньку;
- Елеонора (1707—1769) — дружина князя Гогенлое-Лангенбурзького Генріха, мала численних нащадків;
- Людвіг (1709—1710) — помер в дитячому віці;
- Крістіана (1711—1712) — померла немовлям.